# Малигінці
Мали́гінці (рос. Малыгинцы) — присілок у складі Нагорського району Кіровської області, Росія. Входить до складу Чеглаківського сільського поселення.
Населення становить 13 осіб (2010, 35 у 2002).
Національний склад станом на 2002 рік — росіяни 100 %.